# Almke-Neindorf
Almke-Neindorf ist eine Ortschaft der Stadt Wolfsburg. Zu ihr gehören die Stadtteile Almke und Neindorf.
Die Orte Almke und Neindorf wurden nach einer am 1. Juli 1972 vollzogenen Kreisreform zur kommunalen Neugliederung Niedersachsens, nach Umgliederung der vorher selbstständigen Gemeinden Almke und Neindorf aus dem Landkreis Gifhorn in die Stadt Wolfsburg, eingemeindet. Almke und Neindorf bilden seitdem einen gemeinsamen Ortsrat.

## Politik
Ortsbürgermeister ist Silke Hitschfeld.